# Cerámica cardial

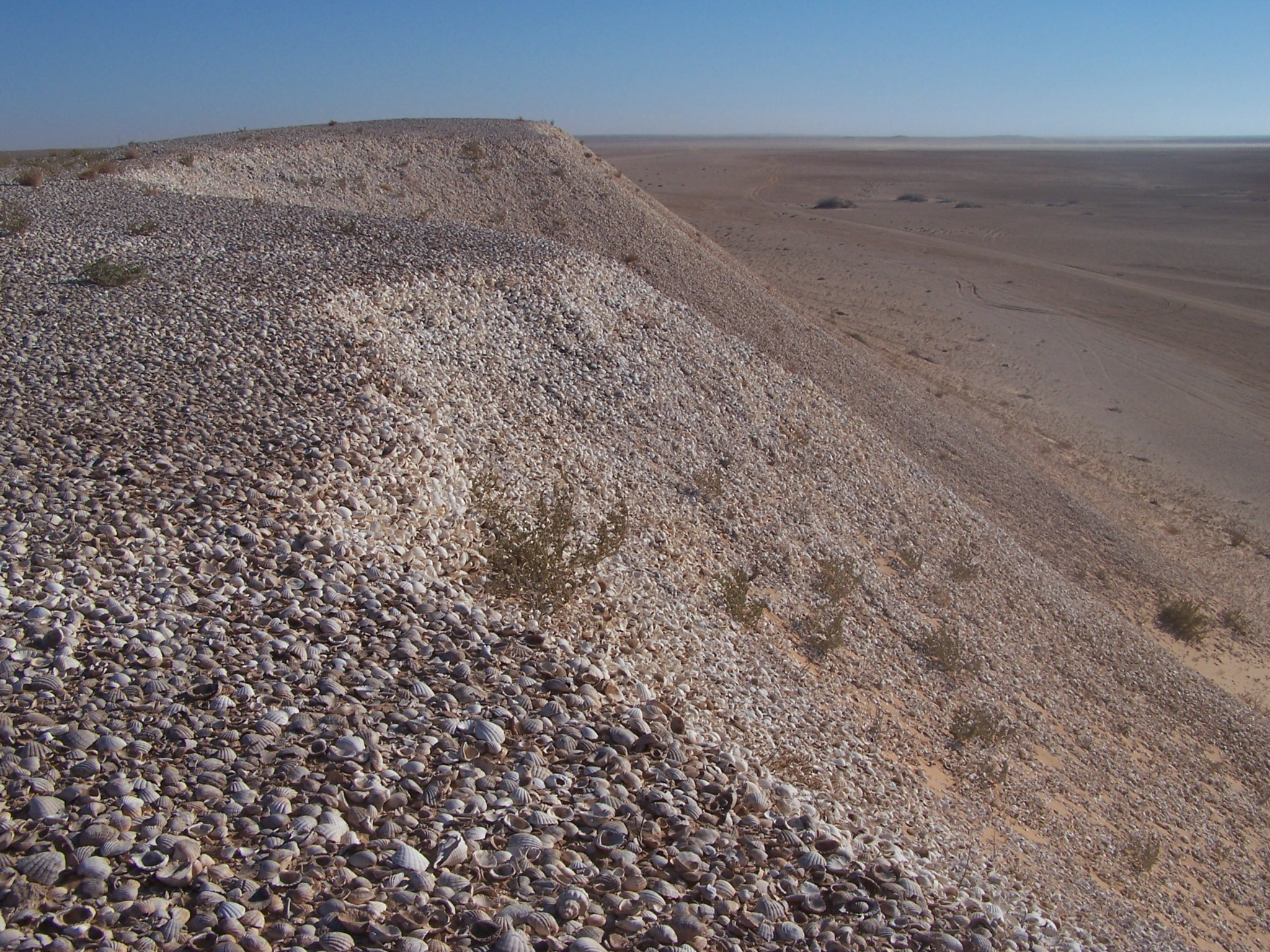
Uno de los numerosos concheros de gran tamaño en el parque nacional del Banco de Arguin, Mauritania, en los que abundan fragmentos de cerámica impresa.

La cerámica cardial recibe ese nombre por estar decorada con impresiones del borde dentado y sinuoso de conchas de berberecho, un bivalvo llamado tradicionalmente Cardium (o algún derivado como Dinocardium o Acanthocardia) porque su forma general recuerda a la de un corazón. Aunque se usaron diversas especies, estas, han sido determinadas casi siempre como Cerastoderma echinatum, o algún otro miembro de la familia: Cardiidae). Dado que los Cardiidae no eran el único motivo decorativo de este tipo de cerámica (pues incluye impresiones de dedos, o digitaciones y ungulaciones, impresiones con un punzón, cordones, etc.), a veces se prefiere la denominación de cerámica impresa.
La cerámica cardial es característica de uno de los primeros estadios del Neolítico de la cuenca mediterránea, durante los milenios sexto y quinto antes de Cristo, abarcando las zonas costeras desde el área de los Balcanes hasta las costas del Levante español. Aunque su influencia llega a alcanzar las costas atlánticas europeas.
Existe cerámica decorada con el borde dentado de un bivalvo también en las costas atlánticas africanas, como por ejemplo en los enormes concheros del parque nacional del Banco de Arguin, en Mauritania, o en las islas Chafarinas.

## Origen

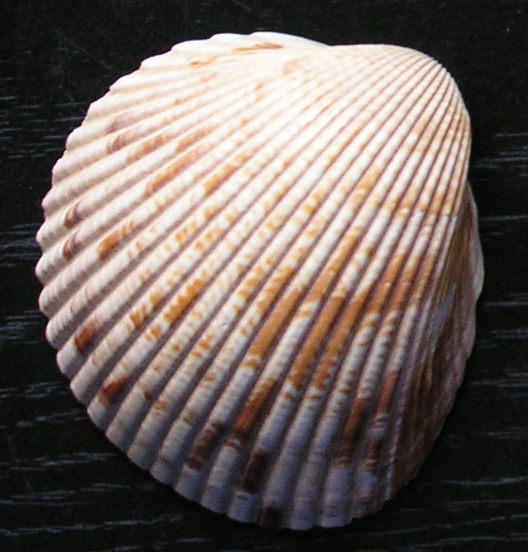
Concha de berberecho.

Es difícil determinar el origen de la cerámica cardial. Los ejemplos más antiguos proceden de Siria y Líbano, en el séptimo milenio, donde existía una antigua tradición de cerámica impresa con conchas de moluscos («cultura de Biblos»). En Europa tenemos antecedentes en la cultura denominada «cultura pre-Sesklo» de la zona de Tesalia (Grecia), donde parecen encontrarse los más antiguos ejemplares de impresiones cardiales del sexto milenio. Sin embargo, si exceptuamos la propia cerámica, esta cultura carece de otros rasgos neolíticos, ya que los restos nos hablan de cazadores, recolectores y pescadores, habitantes de cuevas, con una panoplia típicamente mesolítica, probablemente culturizados por otros pueblos más avanzados, los cuales sí conocerían la agricultura y la ganadería.

Mapa de las culturas del Neolítico y Mesolítico (ca. 4500-4000 a. C.) en Europa:
Cultura de la cerámica de bandas
Cultura Bükk
Cerámica cardial
Ertebölliense
Cultura Dniéper-Don
Cultura de Vinča
Cultura almeriense
Dímini
Cultura de la cerámica perforada

En ese mismo milenio, sin abandonar su tradición económica (caza, recolección, pesca) parece haberse producido la transición, a incorporarse las características plenamente neolíticas como el cultivo de cereales, la ganadería de ovicápridos y una mayor presencia de la cerámica impresa que se enriquece con nuevos motivos decorativos.

## Difusión
Se ha inferido que la difusión de la cerámica cardial solo es posible gracias a las grandes dotes de navegación de sus pueblos, ya que entre los restos bromatológicos aparecen especies propias de mar adentro; y que a través de la navegación se extendieron por gran parte del Mediterráneo. 
El caso es que cruzan el Adriático colonizando Apulia y Sicilia en el sur de Italia, instalando sus zonas de habitación casi siempre en cuevas (aunque hay algunos poblados fortificados con fosos y empalizadas). Gradualmente, la colonización alcanza el centro de Italia (Lacio, Toscana, Liguria) y las islas, como Córcega y Cerdeña, apareciendo las primeras avanzadillas en el sur de Francia.
Alrededor del quinto milenio a. C. la cultura ya se ha asentado en las costas mediterráneas de España  y Francia. Con excepciones, ya que entrecaladas quedan numerosas comarcas de pueblos probablemente autóctonos que resisten más tiempo la aculturación. Hacia el interior, la cerámica cardial penetra por el Ródano y por el Ebro, llegando hasta el Atlántico, al menos en la península ibérica. Sin embargo, las costas andaluzas permanecen ajenas a este fenómeno.

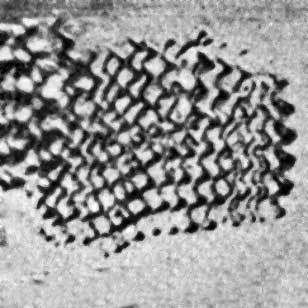
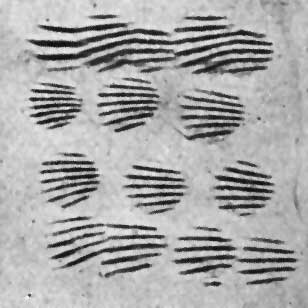
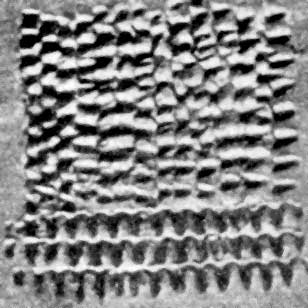
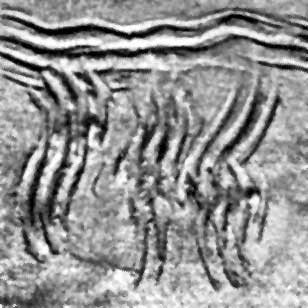

Tipos de decoración cardial

## No existió una cultura cardial

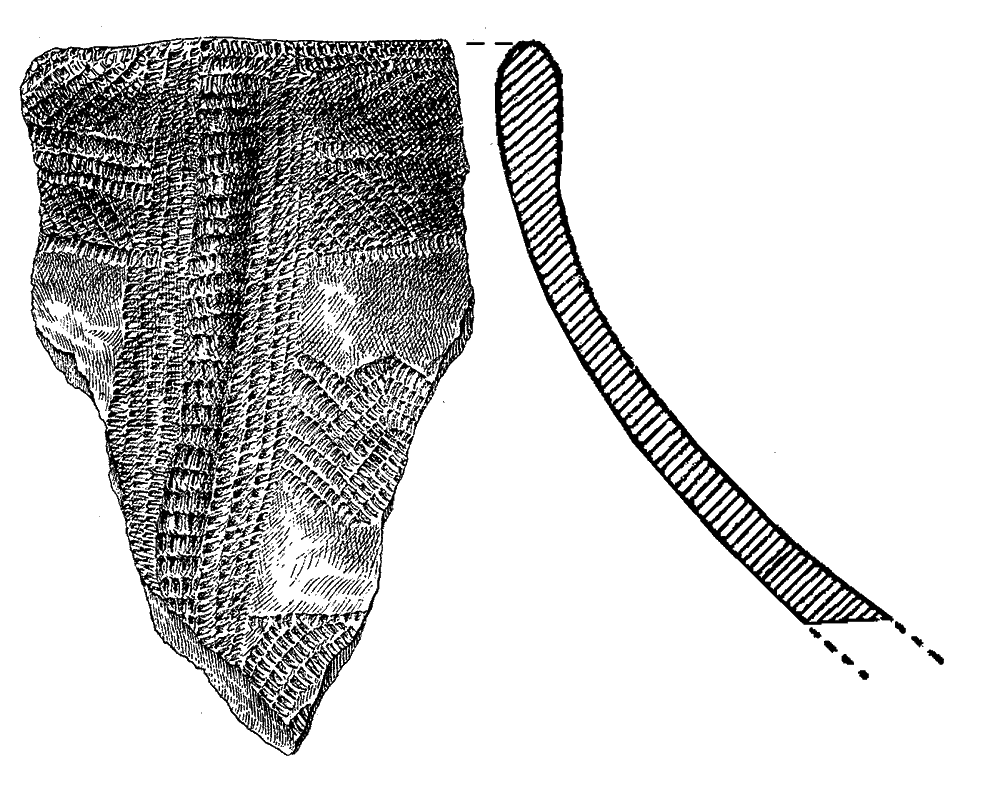
Fragmento de cerámica cardial procedente de Cueva Grande de Collbató (Barcelona).

Lo que queda de ellos no es muy espectacular ya que se trata, sin duda, de un pueblo neolítico bastante primitivo, salvo por su supuesta capacidad náutica. Es difícil hablar de una «cultura cardial» bien definida, debido a las innumerables variantes regionales, y es mejor referirse, simplemente, a un «horizonte con cerámicas cardiales» o, mejor, con cerámicas impresas, en general. En el sureste de Italia se grupan en la denominación «cultura de Molfetta» (que, además parece la más antigua); en Sicilia se usa la expresión «cultura de Stentinello». El norte de Italia y el sur de Francia formarían una colectividad cuyos máximos yacimientos son Arene Candide (Italia). Châteauneuf-lès-Martigues y Roucadour (Francia). El litoral español tiene su yacimiento estrella en Cova de l'Or, pero también La Sarsa (Comunidad Valenciana), donde se habla de la «cultura Montserratiense». Las influencias cardiales llegan a Portugal, y ciertas manifestaciones capsienses, del norte de África, también incluyen estas cerámicas impresas.

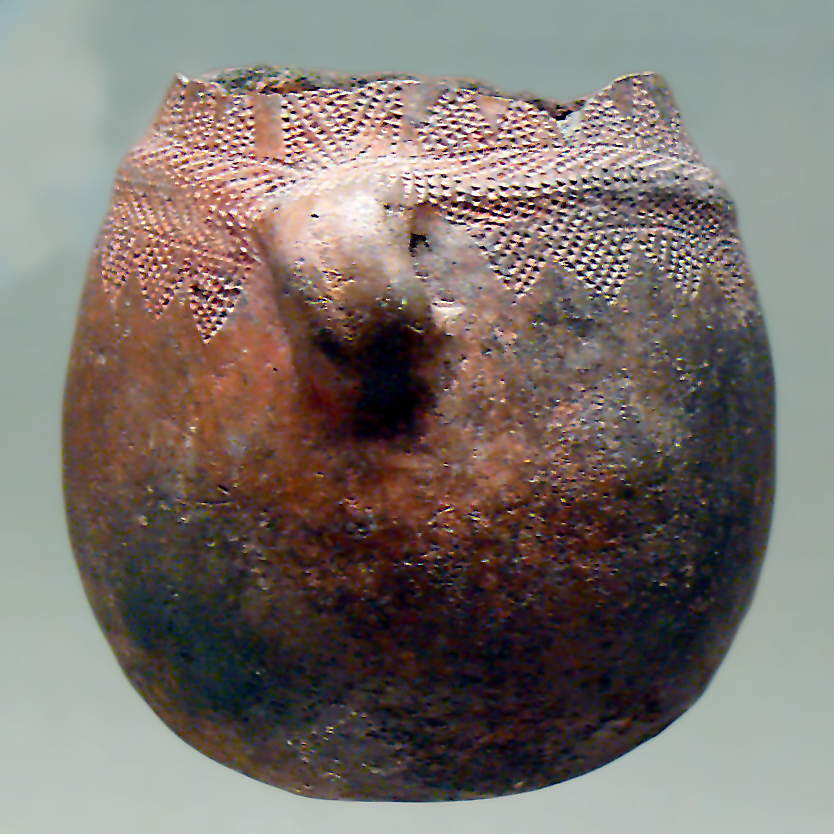
Cerámica cardial de la cueva de La Sarsa, Valencia.

La cerámica cardial occidental suele tener fondo redondeado y siluetas ovoides, a veces con cuello. La decoración, ya descrita, presenta impresiones en el barro fresco de conchas, dedos, uñas y punzones en motivos con forma de bandas, triángulos y chevrones. se asocian a una industria lítica con abundantes microlitos geométricos (evidenciando la importancia de la caza), perforadores y espátulas de hueso. También hay adornos como brazaletes de piedra, cuentas de collar y colgantes de concha. Los molinos barquiformes o de vaivén revelan las prácticas agrícolas, y los restos de fauna indican que hubo ganadería de cabras y ovejas, así como importantes aportes alimenticios marinos (pescado y marisco).
A finales del quinto milenio la cultura cambió, pero quedaron grupúsculos genéricamente llamados Epicardiales, sobre todo en el norte de Italia (cultura de los Vasos de Boca Cuadrada: «Chiozza») y los Balcanes adriáticos (Hvar, Lisicici y Butmir).
También se sospecha que sus raíces tienen gran importancia a la hora de explicar el origen de los pueblos iberos y ligures.